# You Only Live Twice
You Only Live Twice er en britisk actionfilm fra 1967. Filmen er den femte i EON Productions serie om den hemmelige agent James Bond, der blev skabt af Ian Fleming. Filmen er løseligt baseret på Ian Flemings roman You Only Live Twice. Ifølge manuskriptforfatteren Roald Dahl kunne romanens plot dog ikke i sig selv bruges til en film, så han endte med at skrive en ny historie med enkelte elementer og figurer fra romanen. Derudover blev der taget nogle ideer fra et første kasseret manuskript, som Harold Jack Bloom havde skrevet.
I modsætning til de fleste andre Bond-film, foregår filmen primært i et land, Japan, hvor de fleste udendørsscener også er optagede. Ved de indledende scener skete der dog optagelser i Hong Kong. Dele af optagelserne med den velarmerede lille gyrokopter Little Nellie foregik i Torremolinos i Spanien. Gyrokopteren selv var ægte, om end armeringen dog var fup. Under optagelserne blev den fløjet af Ken Wallis, der også havde konstrueret den. De fleste indendørsscener, blandt andet den 1 mio. USD dyre falske vulkan, blev optaget hos Pinewood Studios.

## Plot
Et amerikansk og et sovjetisk rumfartøj bliver kapret i rummet. Sporene peger mod Japan, hvortil Bond bliver sendt. Yderligere spor hos firmaet Osato Chemical peger videre mod terrororganisationen SPECTRE og dens djævelske leder Ernst Stavro Blofeld. Bond tager kampen op godt støttet af den japanske efterretningstjeneste.

## Optagelser
Filmen blev hovedsageligt optaget i Japan. Følgende steder kan identificeres
- Tokyo: Efter at være annkommet til Akime i Japan tager Bond til Tokyo. Den første sene foregår i og omkring Ginza-området. Hotel New Otani Tokyo fungerede som eksteriøret på Osato Chemicals, og hotellets have blev brugt til scenerne med ninjatræning. Bilen i scenen var en Toyota 2000GT og en Toyota Crown, og det blev primært filmet i området omkring det olympiske stadion, der var blevet brugt under Sommer-OL 1964. Tokyo Tower og centrum af Tokyo kan kort ses i en sekvens hvor skurkens bil falder ned i Tokyo Bay. Tanakas private undergrundsstation blev filmet i Tokyo Metros Nakano-shimbashi Station. En sumowrestlingkamp blev filmet i Tokyos sumohal Kuramae Kokugikan; den er efterfølgende blevet revet ned.
- Kobe Havn optræder i en sekvens, hvor Bond undersøger skibet Ning-Po og bliver involveret i en slåskamp.
- Bonds bryllup på Shinto Shrine blev filmet i Nachi.
- HHimeji-borgen i Hyōgo-præfekturet blev brugt som Tanakas ninja træningslejr.
- Landsbyen Bonotsucho Akime blev brugt i scenerne hvor Bond og hans kone Ama bor, og hvor Ama bliver skudt.
- Ryokan Shigetomi-so (by kendt som Shimazu Shigetomisoh Manor) blev brugt som Tanakas hus udvendigt.
- Kagoshima-præfekturet blev brugt i forskellige sener der viser Little Nellie.
- Bjerget Shinmoe-dake i Kyūshū blev brugt til udvendige scener af SPECTRE's hovedkvarter.[4][6][7]

## Medvirkende
- Sean Connery – James Bond
- Donald Pleasence – Ernst Stavro Blofeld
- Mie Hama – Kissy
- Akiko Wakabayashi – Aki
- Tetsuro Tamba – Tiger Tanaka
- Teru Shimada – Mr. Osato
- Karin Dor – Helga Brandt
- Charles Grey – Henderson
- Ronald Rich – Blofelds bodyguard
- Bernard Lee – M
- Desmond Llewelyn – Q
- Lois Maxwell – Miss Moneypenny

Blofeld havde tidligere medvirket i From Russia With Love og Thunderball, men der havde man kun vist kroppen. I You Only Live Twice ville man imidlertid også vise ansigtet. I første omgang blev Jan Werich valgt til rollen, men det måtte opgives, da han lignende en kærlig julemand mere end en skræmmende skurk. Han blev så afløst af Donald Pleasence.
Sean Connery blev instrueret i kampkunststeknikker af Donn F. Draeger, som blandt andet var Kendo-ekspert.